# Abraham Alexander Reenstierna
Abraham Alexander Reenstierna, född 24 november 1803 i Bringetofta församling, Jönköpings län, död 16 april 1858 i Stockholm, var en svensk ämbetsman.

## Biografi
Abraham Alexander Reenstierna föddes 1803 på Havsjö i Bringetofta församling. Han var son till hovjägmästaren Johan Abraham Reenstierna och Magdalena Carolina Papke. Reenstierna lbev 14 februari 1820 student vid Uppsala universitet och avlade i december 1821 hovrättsexamen. Han blev 21 december 1821 auskultant i Svea hovrätt och 1 juni 1822 vice notarie i övre borgrätten. Reenstierna blev 16 september 1822 extra ordinarie kanslist i Riddarhuset, 7 februari 1823 extra ntoarie i hovrättens kriminalprotokoll. Han blev 9 juni 1823 hovjunkare, 26 oktober 1823 kanslist i justitiefördelningen av kungliga kansliet och 4 mars 1824 vice notarie vid hovrättens civilprotokoll. Reenstierna blev 16 juni 1825 andre riddarhuskanslist, 11 maj 1826 kammarjunkare och 25 oktober 1828 kopist i justitiefördelningen. Han blev 31 augusti 1829 härold i Vasaorden och 7 april 1831 riddarhusfiskal och ombudsman vid Vadstena adliga jungfrustift.
Reenstierna blev 28 januari 1833 kammarherre och 23 november 1840 härold vid Kungl. M:ts Orden. Han blev 14 augusti 1851 rikshärold i Sverige och utnämndes till riddare av Nordstjärneorden. Reenstierna tog 28 april 1855 avsked från befattningen som rikshärold. Han avled 1858 i Stockholm hastigt av slag.

### Egendom
Reenstierna ägde Årsta i Brännkyrka socken och Sjölunda i Säterbo socken. Han sålde godsen några år före sin död.

### Familj
Reenstierna gifte sig 30 augusti 1831 i Stockholm med Sofia Elisabet Carolina Mannerstråle (1814–1838), dotter till Jakob Henrik Mannerstråle och Carolina Magdalena Scharff. De fick tillsammans barnen Carolina Reenstierna (1833–1873) som var gift med medicinalrådet och medicin doktorn Alfred Hilarion Wistrand, Sofia Reenstierna (1834–1835) och Abraham Reenstierna (1836–1837).